# Грей, Зейн
Зейн Грей (англ. Zane Grey; 31 января 1872 — 23 октября 1939) — американский писатель, автор приключенческих романов-вестернов, считающийся одним из основателей этого литературного жанра.
Более 90 произведений принадлежит его перу. Две трети из них — вестерны. По всему миру продано более 100 млн книг. Десятки кинолент сняты по работам Зейна Грея. Только роман «Riders of the Purple Sage» был экранизирован пять раз (1918, 1925, 1931, 1941, 1996). «В прериях Техаса», «Клан Аризоны», «Техасский рейнджер», «Пограничный легион», «Великий раб», «Якви», «Охотник за каучуком» — русскоязычные издания произведений писателя.
Родился В Зейнсвилле, штат Огайо. Окончил Университет Пенсильвании. Работал дантистом в Нью-Йорке. В 1900 году познакомился с Лайной Элайз Рот, в в 1905 году женился на ней.